# Miloš Malešević
Miloš Malešević (8 de agosto de 2000) es un deportista de Serbia que compite en atletismo. Ganó una medalla de plata en el Campeonato Europeo de Atletismo Sub-20 de 2019, en la prueba de 3000 m.